# Cetățele, Maramureș
Cetățele este un sat în comuna Șișești din județul Maramureș, Transilvania, România.

## Istoric
Prima atestare documentară: 1411 (Gywkefalwa). 

## Etimologie
Etimologia numelui localității: din n. top. Cetățele < apelativul cetățea < subst. cetate „fortăreață, castel; oraș fortificat" + suf. -ea, pl. -ele. 

## Demografie
La recensământul din 2011, populația era de 624 locuitori. 

## Monumente istorice
- Biserica „Cuvioasa Paraschiva”
- Masa Moșilor (sec. XVI);
- Clopotnița din lemn (sec. XIX);
- Cimitirul cu cruci de piatră (sec. XVIII-XIX).

## Personalități locale
- Alexa Gavril Bâle (n. 1963), scriitor, poet.

## Legături externe
Materiale media legate de Cetățele la Wikimedia Commons

## Imagini

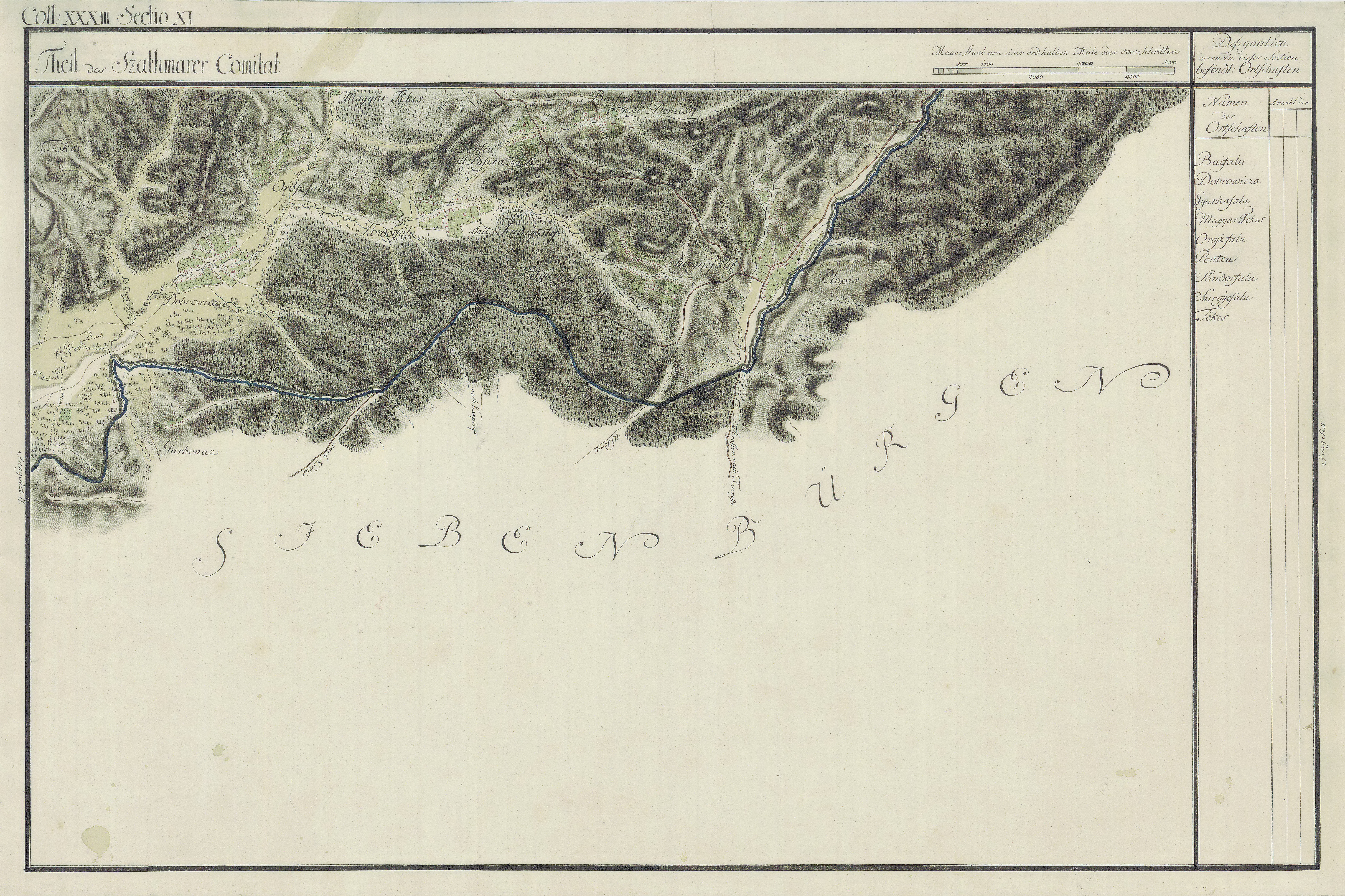
Cetățele în Harta Iosefină a Comitatului Sătmar, 1782-85
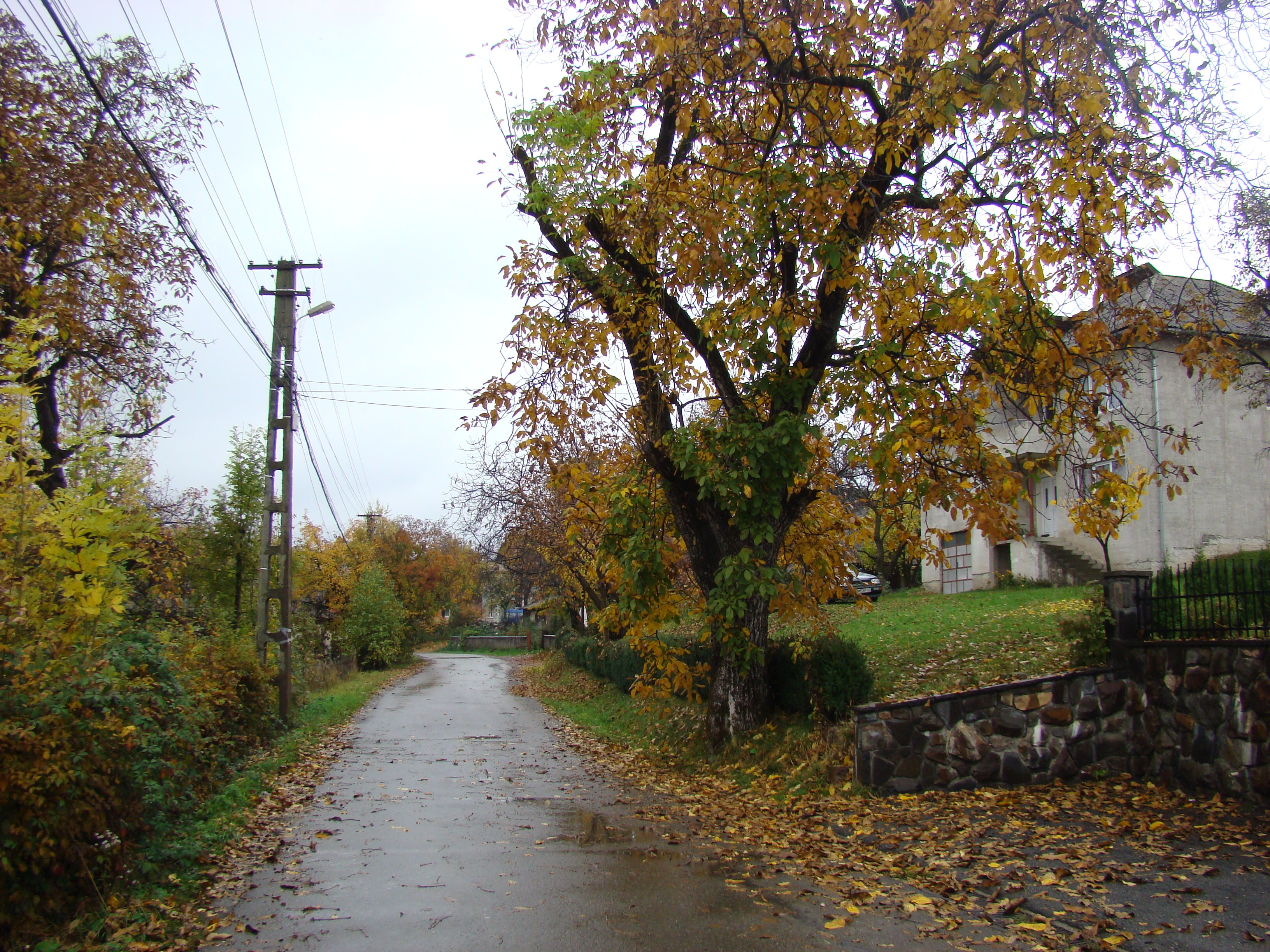
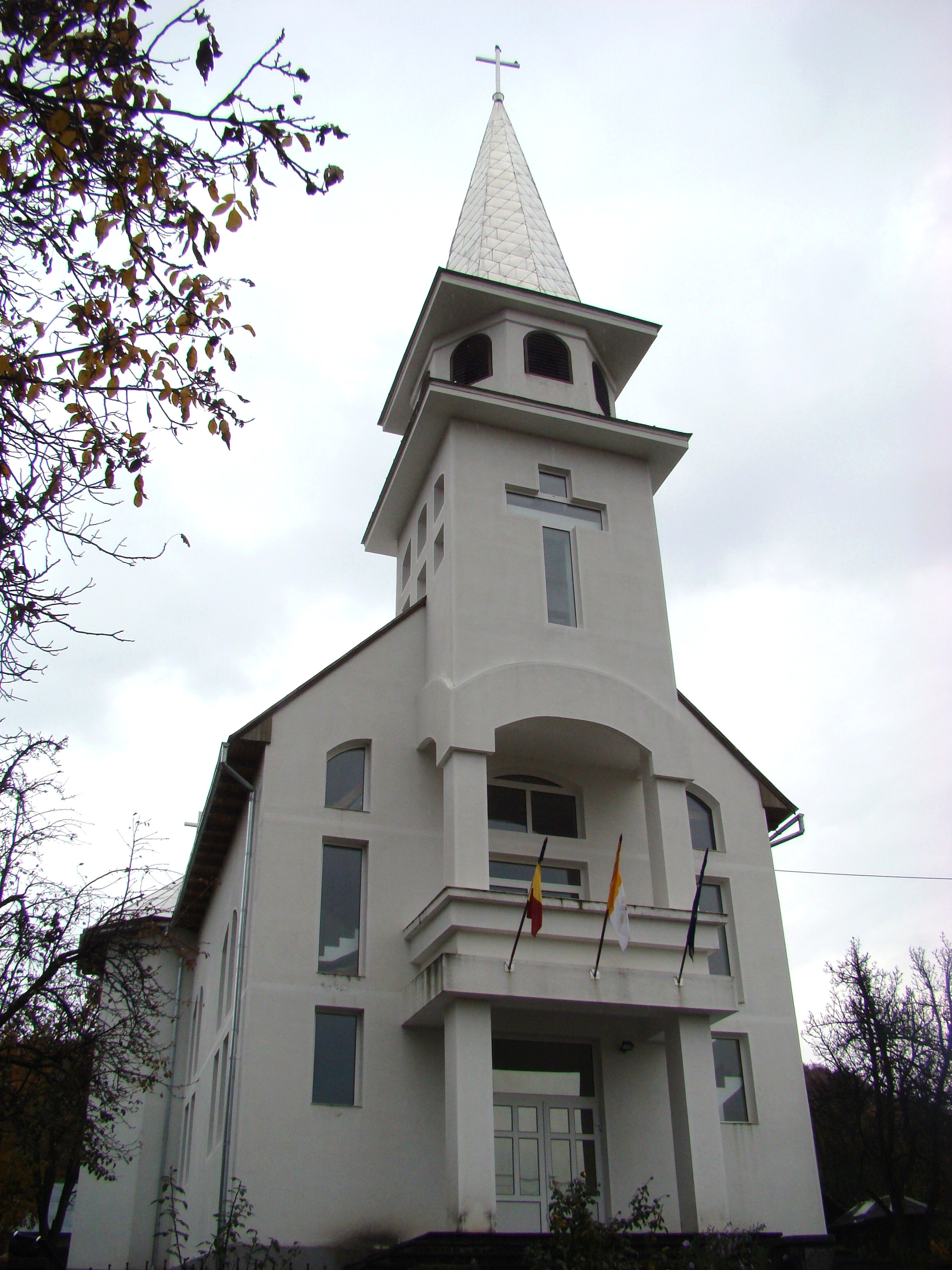
Biserica greco-catolică
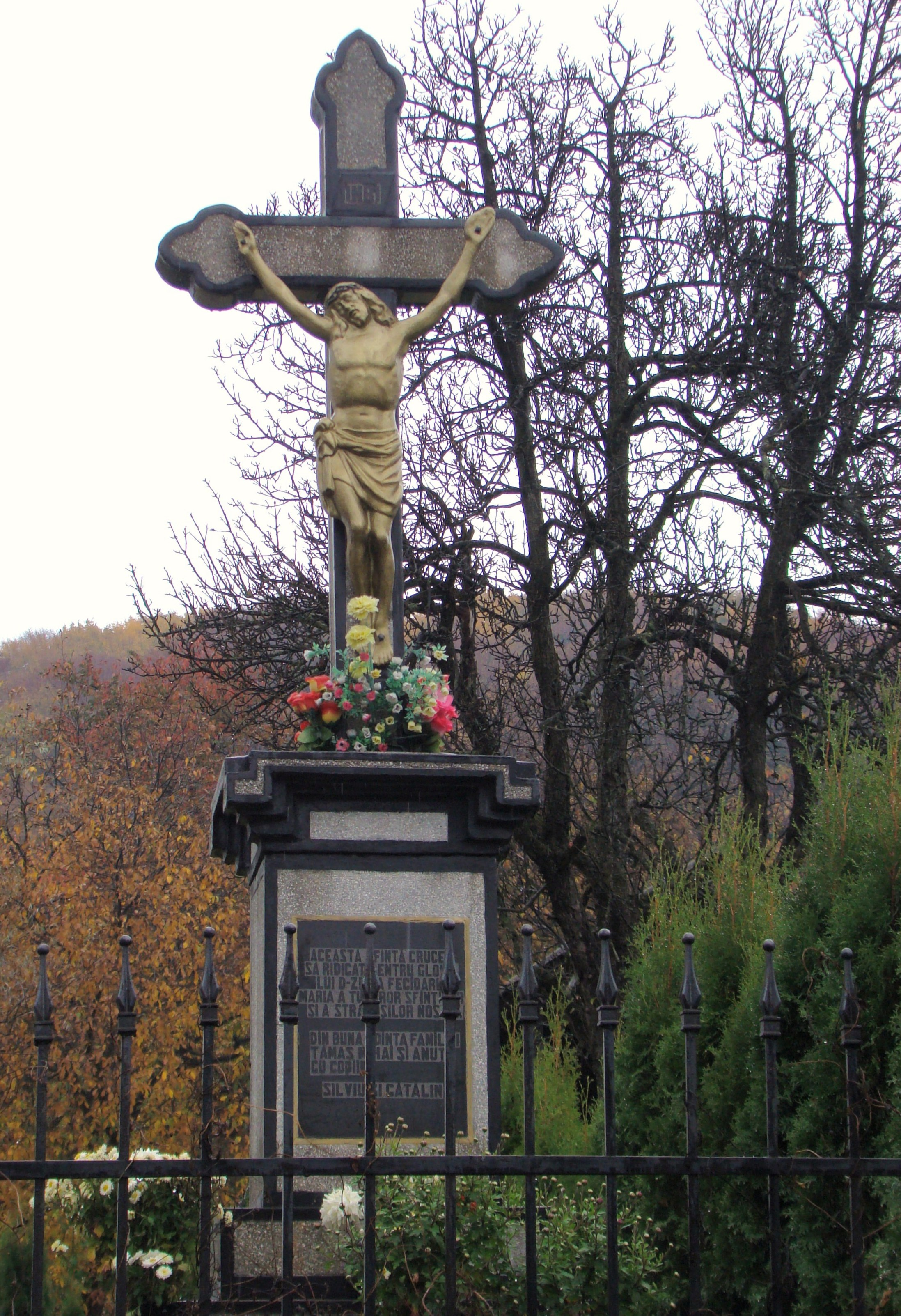
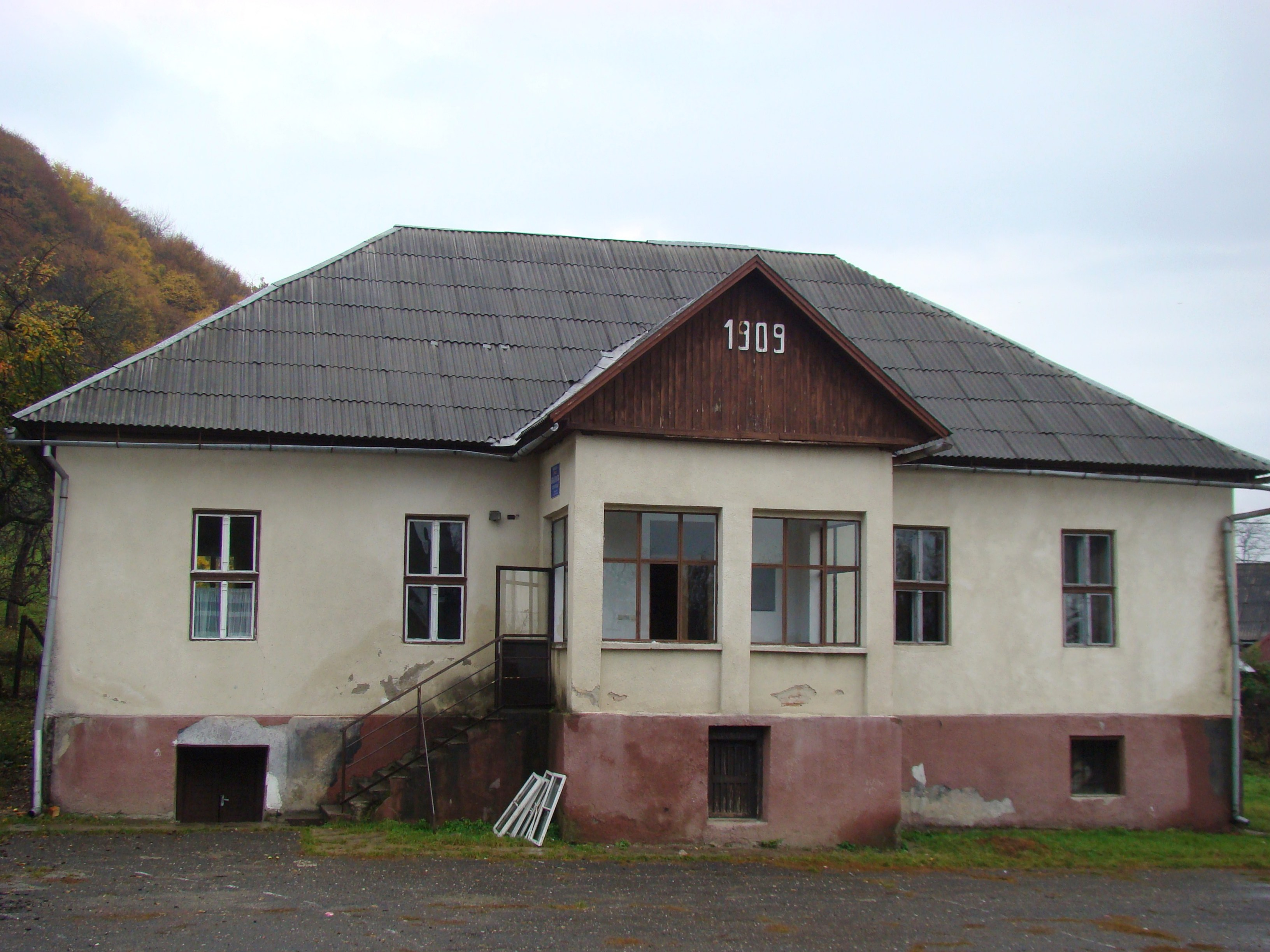
Școala
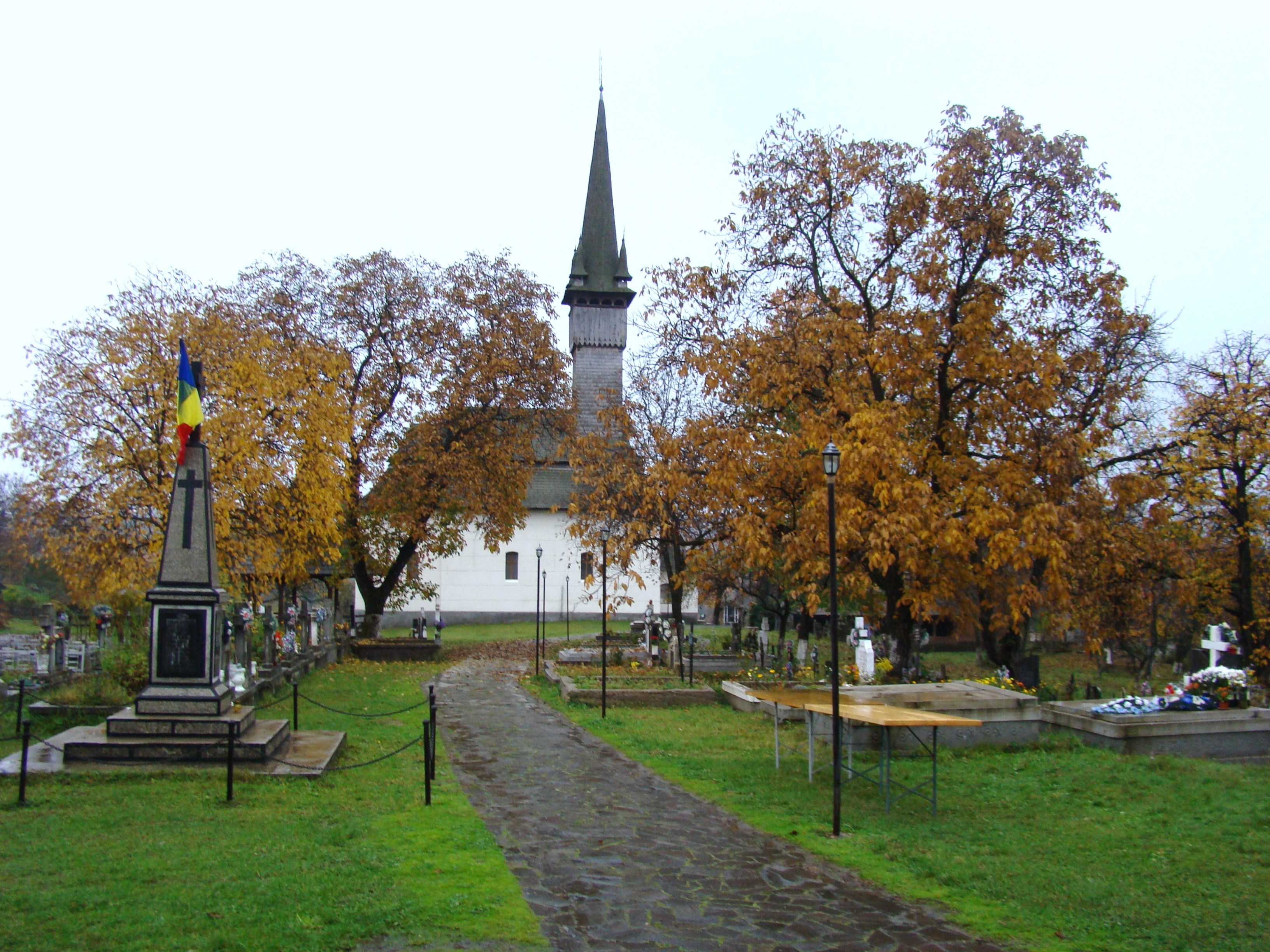
Biserica ortodoxă „Cuvioasa Paraschiva” (monument istoric)
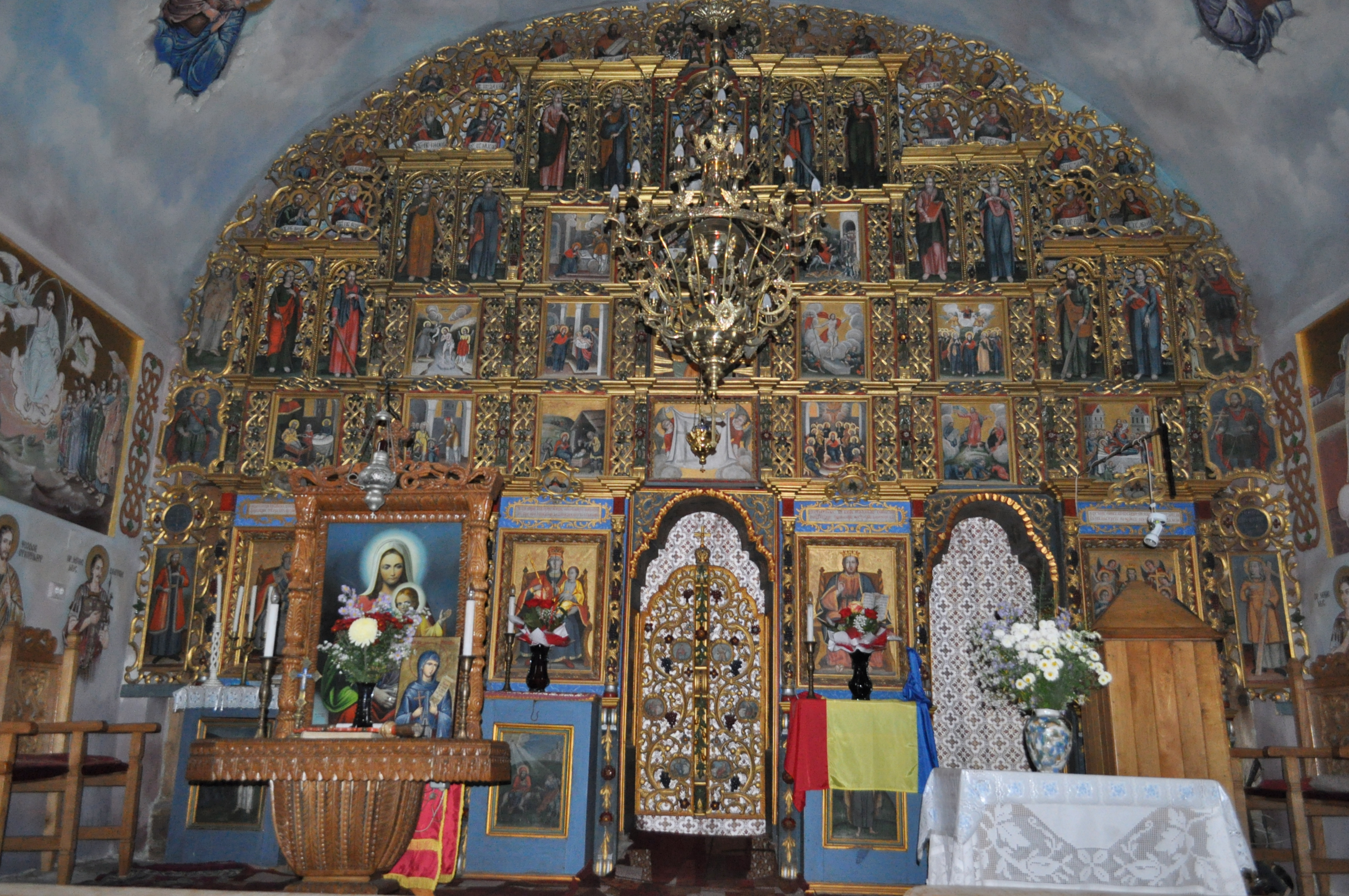
Biserica ortodoxă „Cuvioasa Paraschiva” (iconostasul)
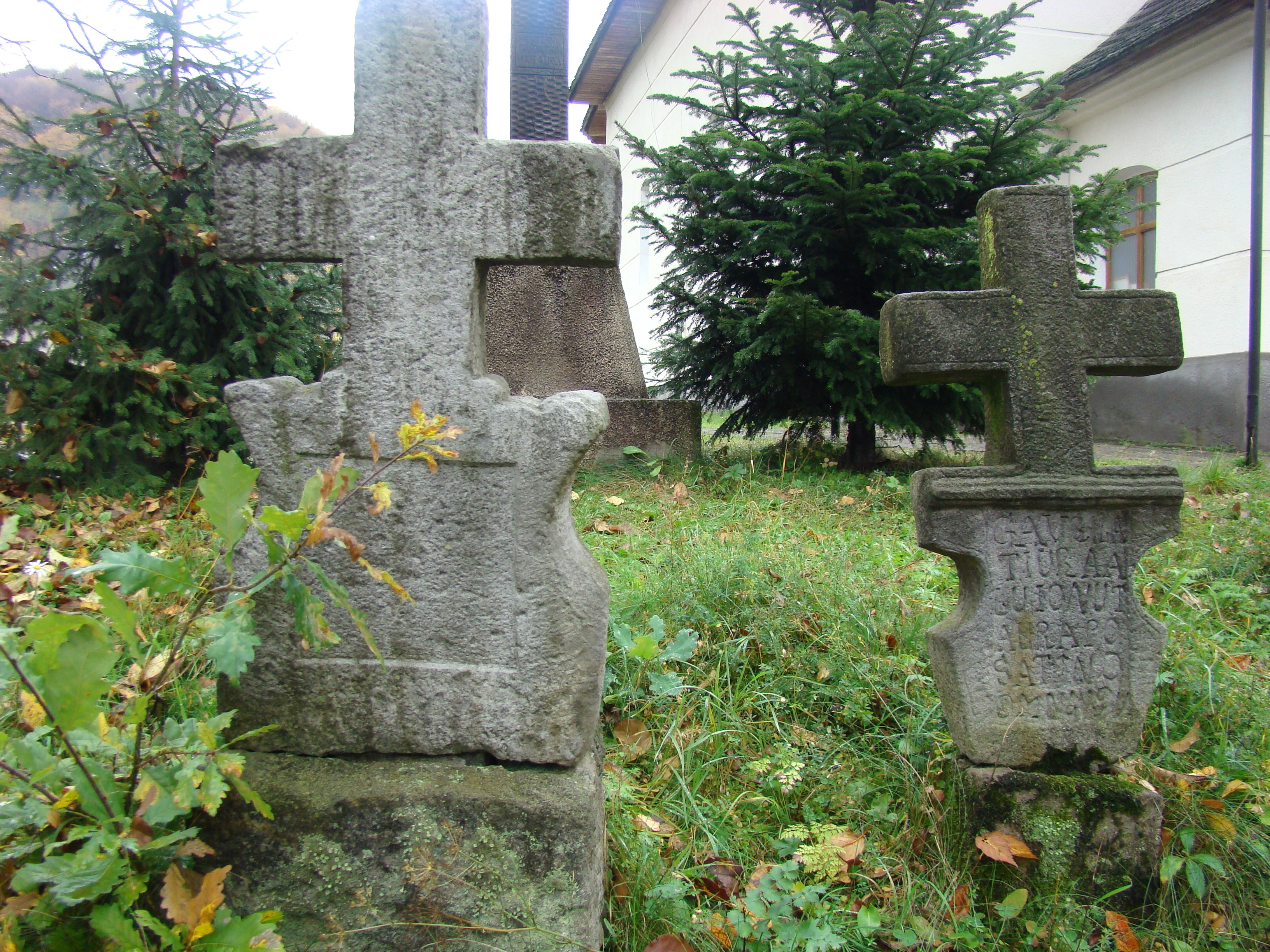
Cimitirul cu cruci vechi de piatră (monument istoric)
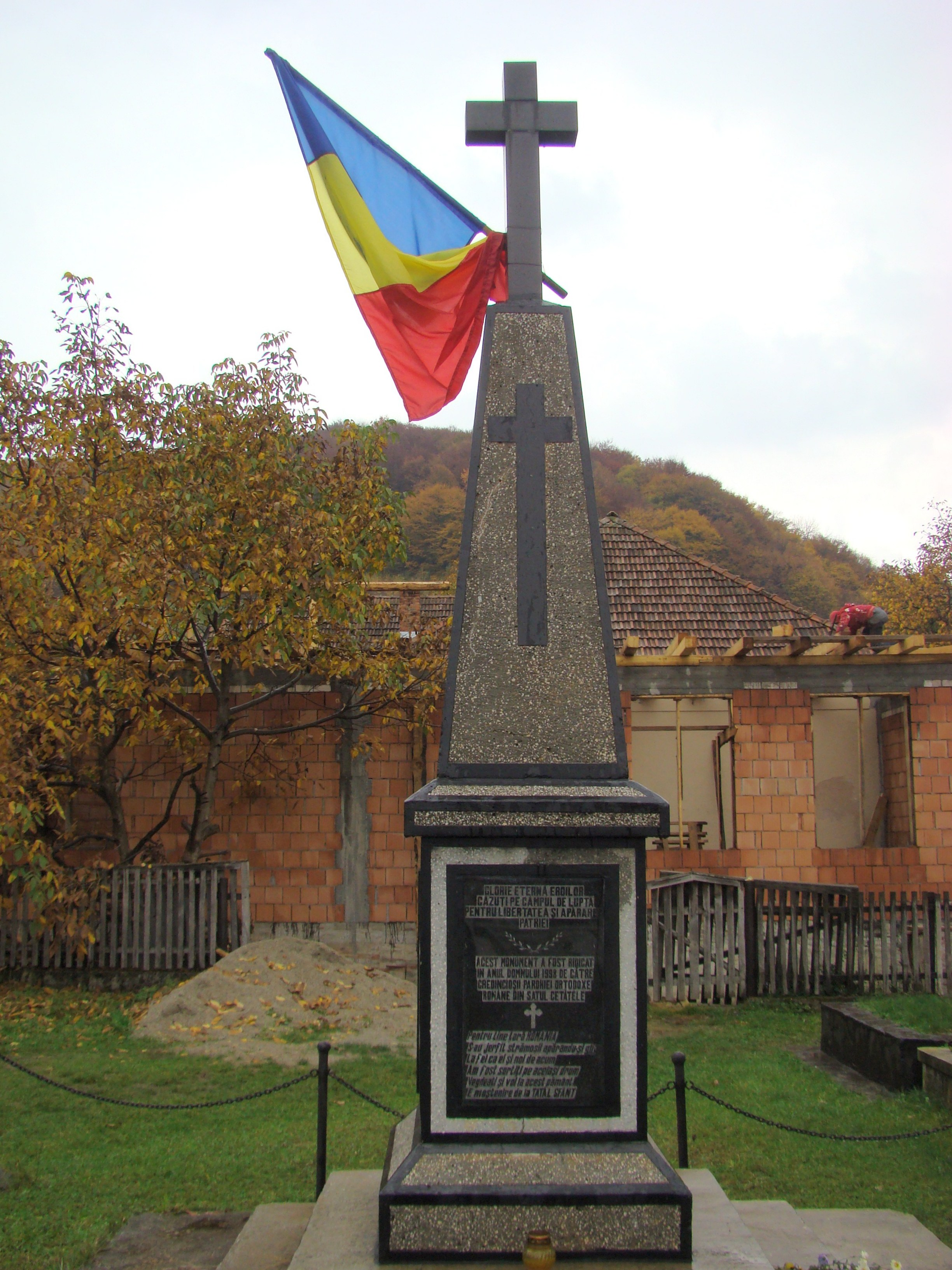
Monumentul Eroilor